# Superficie apparente
Una superficie apparente è una superficie così come viene vista da un punto di osservazione {\displaystyle O} avente un angolo {\displaystyle \alpha } tra la direzione del punto di osservazione e la normale alla superficie stessa.
La sensazione, anche istintiva, è che una superficie appaia sempre più piccola man mano che ci si allontani dalla normale alla superficie nella scelta del punto di osservazione. La superficie appare più piccola in modo direttamente proporzionale al coseno dell'angolo {\displaystyle \alpha } tra la normale alla superficie stessa e la direzione del punto di osservazione. Siccome {\displaystyle \cos(0)=1} e {\displaystyle \cos(90)=0}, quando si osserva una superficie in direzione perpendicolare ad essa si ha la sensazione massima possibile della sua dimensione e quando la si osserva da un punto spostato di 90 gradi dalla normale ad essa, questa non apparirà più come una superficie, ma sembrerà essere un segmento.